# Champaña (telenovela)
Champaña es una telenovela chilena emitida en Canal 13 durante el primer semestre de 1994. Está basada en la novela brasileña Champagne, escrita por Cassiano Gabus Mendes. Los guionistas fueron Fernando Aragón y Arnaldo Madrid.

## Argumento
Sara (Andrea Freund) celebraba su cumpleaños número 18 y su egreso del colegio, en la fiesta de "Los Tranques". Verónica (Amparo Noguera) había recomendado a sus amigos Gabriel y Cristina Oyarzún, que organizaran un baile de máscaras venecianas. La cena y el baile transcurrieron sin contratiempos, todo era alegría, pero a las cinco de la mañana, la servidumbre de la mansión encontró el cadáver de Sara, en uno de los automóviles de las visitas que estaban estacionados en el jardín. Sara estaba de novia con Renán (Alfredo Castro), quien fue el primero en llegar hasta su cadáver. Gastón (José Secall), el chofer de la familia, apareció en una situación muy sospechosa en el lugar del asesinato y una de las sirvientas lo acusa a él del homicidio, por lo que debe purgar diez años en la cárcel.
10 años después Renán, quien es propietario del Club Champaña, decide realizar una película sobre lo ocurrido esa noche, creyendo que durante su realización va a descubrir al verdadero asesino.
Un desconocido paga a Álex (Felipe Castro), quien es director de cine, para que haga una película con la historia. Este reúne a tres amigas suyas, que no se soportan entre sí, para realizar el filme:, ellas son Valentina Garcés (Aline Kuppenheim), es quien elabora el guion de la cinta, mientras que Julia (Marcela Osorio), una taquillera y sensual actriz, es la encargada de encarnar a la inocente Sara, y Pilar (Luz Croxatto) será la productora. El filme se llamará "Los Tranques" y a lo largo de la telenovela, creará intrigas y sospechas, pasiones, romances, conflictos y ambiciones.

## Elenco
- Gloria Münchmeyer como Olivia Carter
- Jaime Vadell como Bernardo Brandao
- Fernando Kliche como Bruno Biondi
- Amparo Noguera como Verónica Valdés Carter
- Álvaro Rudolphy como Juan José Sanfuentes
- Aline Kuppenheim como Valentina Garcés Molina
- Guido Vecchiola como Gregorio Brandao Alemparte
- Andrea Freund como Sara Oyarzún Camargo.
- Alfredo Castro como Renán.
- Walter Kliche como Joaquín Alemparte
- Luis Alarcón como Camilo Zamudio.
- Liliana Ross como Eleonora Camargo.
- José Secall como Gastón González.
- Ana González como Margarita
- Malú Gatica como Luisa Echaurren
- Silvia Piñeiro como Carlota Jurandir
- Nelly Meruane como Inés Molina
- Sergio Hernández como Francisco Jurandir
- Sandra Solimano como Irene Alemparte
- Soledad Pérez como Gilda Cameratti
- Esperanza Silva como Ana Cameratti
- Marcela Medel como Fernanda Romero
- Alex Zissis como Alfonso Cox.
- Gabriela Hernández como Eunice García
- María Elena Duvauchelle como Adelia Martínez
- Eduardo Mujica como Rafael McMillan
- Romana Satt como Teresa Brow
- Roberto Poblete como Leonardo.
- Soledad Alonso como Magdalena Sofia Sanfuentes.
- Katty Kowaleczko como Elisa Zamudio García.
- Felipe Armas como Farid García.
- Marcela Osorio como Julia Ponce.
- Paulina Urrutia como María Eliana (Marly).
- Luz Croxatto como Pilar.
- Felipe Castro como Álex.
- Francisca Castillo como Bárbara Garcés Molina
- Álvaro Escobar como Rodolfo Jurandir Brown
- Claudia Burr como Odette.
- Tamara Acosta como Cynthia Jurandir Brown
- Francisco López como Nicanor Luis González (Neil).
- Alejandra Fosalba como María McMillan Cameratti
- Cristián de la Fuente como Tadeo McMillan Cameratti
- Araceli Vitta como Victoria Echeurren Sanfuentes
- Carlos Díaz como Nicolás Echaurren Sanfuentes.
- Marcelo Alonso como Guillermo
- Gabriela Medina como Zenilda Romero
- Myriam Palacios como Florita.
- Andrea García-Huidobro como Norma Jones.
- Irene Llano como Simone
- Mario Poblete como Omar
- Carola Serrano como Susana

## Banda sonora
La banda sonora estaba compuesta por varios temas, algunos fueron ocupados solamente para uno o dos capítulos.
- La Ley - En la ciudad (Tema Principal)
- Grupo Horous - Vamos Piano (Tema de Valentina)
- Grupo Horous - Nace esta Canción (Tema de Renán)
- Sergio Dalma - Solo para ti (Tema de Cynthia)
- Rod Stewart - If Only (Tema de Neil)
- Marta Sánchez - De Mujer a Mujer (Tema de Marly)
- Marta Sánchez - Desesperada (Tema de Odette)
- Marta Sánchez - Lejos De Aquella Noche
- Marcos Llunas - Para Olvidar (Tema de Elisa)
- Marcos Llunas - Para reconquistarte
- Bryan Adams - Please Forgive Me (Tema de Bruno)
- Aleste - Nadie Como Yo
- Aleste - Tiempo Blanco
- Aleste - Limite Unpluged
- La Ley - Auto Ruta (Feel The Skin)
- La Ley - Tejedores de Ilusión
- La Ley - Desiertos (Mix)
- Sting - Shape Of My Heart
- Pablo Herrera - Te prometo
- Pablo Herrera - Amor Amor
- Pablo Herrera - Cada Nuevo Sol
- Menudo - Solo Intenta
- Andres de Leon - ¿Quién Será?
- Roxette - Vulnerable
- Chris de Burgh - Fire On The Water
- Chris de Burgh - Fatal Hesitation
- U2 - Stay (Faraway, So Close!)
- K. D. Lang - The Mind of Love
- Tears for Fears - New Star
- INXS - Please (You Got That...)
- Sophie B. Hawkins - Damn I Wish I Was Your Lover
- Andrés Bobe - I.L.U. (feat. La La Ley)
- Magneto - Cambiando el destino
- Magneto - Para Siempre
- Los Temerarios - Creo que voy a llorar
- Guns N' Roses - Hair Of The Dog
- Dan Fogelberg - Longer
- Los Tres - El Aval
- Stereo MC's - Creation
- Stereo MC's - Step It Up
- Billy Joel - All About Soul (Remix)
- Heart - Nothin' At All
- Emerson, Lake & Palmer - From The Beginning
- ZZ Top - Give It Up
- ZZ Top - 2000 Blues
- ZZ Top - Lovething
- Sade - Sally
- Sade - Smooth Operator
- George Michael - Too Funky
- Counting Crows - Mr. Jones
- Eric Serra - Deep Blue Dream
- Vilma Palma e Vampiros - La Pachanga

Música del club Champaña
- Ace of Base - All That She Wants
- Culture Beat - Mr. Vain
- 2 Unlimited - No Limits
- Jovanotti - Non M'Annoio
- Jovanotti - Io No
- Snap! - The Power
- George Michael - Something to Save
- Juan Luis Guerra - La Bilirrubina
- Juan Luis Guerra - Como Abeja al Panal
- Vilma Palma e Vampiros - Me Vuelvo Loco Por Vos
- Chaka Demus & Pliers - Twist and Shout Feat. Jack Radics
- Haddaway - What Is Love (7" Mix)
- Sándalo - Te Informo (Informer)

Música de la fiesta en Los Tranques
- Michael Jackson - Beat it
- Stevie Wonder - I just call to say I love you
- Kenny Loggins - Footloose
- Lionel Richie - Hello
- Wang Chung - Dance hall days
- Olé Olé - Lili Marleen
- Depeche Mode - Just Can't Get Enough
- Orchestral Manoeuvres in the Dark -  Secret
- Irene Cara - What a Feelin'
- Charly Garcia - Nos Siguen Pegando Abajo
- Toto - Hold the Line
- John Waite - Missing You

Música Incidental
La música Incidental mayormente corresponde a varios temas de Richard Myhill del su álbum Kpm 1000 Series: Don't Talk - Dance lanzado en 1986. Entre ellos destacan:
- Don't Talk - Dance
- One to One
- Do It Again
- Trans-Am Highway
- All I Wanna Do
- I'm Ready

## Curiosidades
- Fue la última teleserie de Luis Alarcón y (hasta su retorno en 2020) de Álvaro Rudolphy en Canal 13.
- Dados los bajos índices de sintonía, Canal 13 optó por anunciar todos sus programas, ocupando como música de fondo, el tema central de la teleserie. Esto incluía la Santa Misa, y la tercera emisión de Ángel malo, que fue paralela a la exhibición de esta telenovela.

## Versiones
- Champagne telenovela brasileña que emitió Rede Globo en 1983, protagonizado por Antônio Fagundes, Armando Bogus, Beatriz Segall, Carla Camurati, Sebastião Vasconcelos, Carlos Augusto Strazzer y Cássio Gabus Mendes